# Ctenochira nata
Ctenochira nata là một loài tò vò trong họ Ichneumonidae.